# Axel Urup
Axel Urup, född 13 september 1601 på Vapnö slott i Halland, död 15 mars 1671 i Köpenhamn, var en dansk krigare.
Axel Urup anlade vid Kielviken på 1630-talet den lilla fästningen Kristianspriis (nu Friedrichsort), som 1643 stormades av svenskarna. Från 1647 ledde Urup utvidgningen av Köpenhamns fästningsverk och blev 1655 riksråd. Han var anförare för hären i Skåne 1657. Han var en av de danska förhandlarna vid Freden i Roskilde 1658. Han deltog sedan i försvaret av Köpenhamn 1658-59 och ledde den danska sidan i fredsförhandlingarna vid Freden i Köpenhamn i mars 1660. Efter enväldets införande samma år blev han assessor i krigskollegiet. Med honom utgick den adliga släkten Urup.